# We Got Love (Jessica Mauboy-dal)
A We Got Love (magyarul: Szeretetet kaptunk) Jessica Mauboy ausztrál énekesnő dala, amellyel Ausztráliát képviselte a 2018-as Eurovíziós Dalfesztiválon, Lisszabonban. Az énekesnőt az ausztrál műsorsugárzó, az SBS kérte fel a szereplésre, a versenydalt és a hozzákészült videóklipet 2018. március 8-án mutatták be.
A dalt az Eurovíziós Dalfesztiválon először a május 10-i második elődöntőben adták elő fellépési sorrendben kilencedikként. Innen 212 ponttal, a negyedik helyen jutott tovább a döntőbe.
A május 13-án rendezett döntőben fellépési sorrendben tizenhatodikként adták elő. A dal a szavazás során 99 pontot szerzett, ez a huszadik helyet jelentette a huszonhat fős mezőnyben.
A következő ausztrál induló Kate Miller-Heidke volt a Zero Gravity című dalával a 2019-es Eurovíziós Dalfesztiválon, Tel-Avivban.